# Tim Stephens
Pour les articles homonymes, voir Stephens.
Tim Stephens est un karatéka britannique surtout connu pour avoir remporté l'épreuve de kumite individuel masculin moins de 60 kilos aux championnats d'Europe de karaté 1983 et l'épreuve de kumite individuel masculin moins de 65 kilos aux championnats du monde de karaté 1988 et aux championnats d'Europe de karaté 1991. En 2012, il est reconnu coupable pour possession de indécente de contenus pornographiques et d'images pédophiles.

## Résultats
| Résultat           | Date | Épreuve                   | Catégorie | Compétition                | Ville hôte                    |
| ------------------ | ---- | ------------------------- | --------- | -------------------------- | ----------------------------- |
| Médaille d'or      | 1983 | Kumite individuel - 60 kg | Seniors   | Championnats d'Europe 1983 | Madrid, en Espagne            |
| Médaille de bronze | 1984 | Kumite individuel - 60 kg | Seniors   | Championnats d'Europe 1984 | Paris, en France              |
| Médaille d'or      | 1988 | Kumite individuel - 65 kg | Seniors   | Championnats du monde 1988 | Le Caire, en Égypte           |
| Médaille de bronze | 1989 | Kumite individuel - 65 kg | Seniors   | Championnats d'Europe 1989 | Titograd, en Yougoslavie      |
| Médaille d'argent  | 1990 | Kumite individuel - 65 kg | Seniors   | Championnats d'Europe 1990 | Vienne, en Autriche           |
| Médaille d'or      | 1991 | Kumite individuel - 65 kg | Seniors   | Championnats d'Europe 1991 | Hanovre, en Allemagne         |
| Médaille de bronze | 1993 | Kumite individuel - 65 kg | Seniors   | Championnats d'Europe 1993 | Prague, en République tchèque |
| Médaille d'argent  | 1994 | Kumite individuel - 65 kg | Seniors   | Championnats d'Europe 1994 | Birmingham, au Royaume-Uni    |